# 埃塞俄比亚饥荒
埃塞俄比亞饥荒，有记录可查的一直可以追溯到公元9世纪。1540年至1742年，至少发生了10次大的饥荒。所谓的“埃塞俄比亚大饥荒”（Great Ethiopian Famine）发生在1888年至1892年，它造成该国大约三分之一的人口死亡，至今仍被人们纪念为“Kifu qan”（灾难的日子）。最近的几次大饥荒发生于1972-1974年以及1983年－1985年衣索比亞饑荒，分别造成了4-20万人的死亡以及100万人的死亡。

## 1972-1974年的饥荒

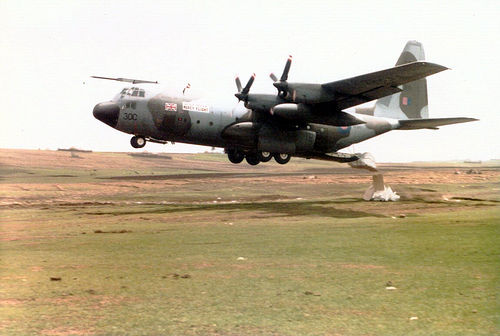
英軍出動C-130飛機空投救災糧食。

这次饥荒受打击最严重的省份是位于埃塞俄比亚东北部的沃洛省（Woloo），还影响到了更北部的提格雷省以及该国的其他地区，比如哈勒尔盖省（Harerghe）。沃洛省的饥荒在1973年达到了最高峰，而这年末就开始恢复了。提格雷省和更北面的其他省份的情况基本与此相似。但是，在哈勒尔盖省，直到1974年饥荒才发生。从某种意义上说，这一时期的埃塞俄比亚实际上发生了2次饥荒，第一次是1972-1973年，其中心在东北部，尤其是沃洛省；第二次是1973-1974年，主要影响较南边哈勒尔盖省。1973年的饥荒造成的死亡人数最多，主要发生在沃洛省。
根据埃塞俄比亚救济和恢复委员会（1975）所提供的数字，在1973-1975年这一时期，各省受影响的人口比例分别为：沃洛省41%，提格雷省17%，哈勒尔盖省8%，施瓦省（Shewa）2.6%，格穆戈法省（Gemu Gofa）0.8%，其他忽略不計。
一般认为，1971-1972年雨季的反常——主要是1972年的主要雨季（kremtrain）的雨量过少，以及1973年春季的干旱所造成的主要农作物减产是造成这次饥荒的主要原因。同时，也有学者指出这次饥荒的更主要原因是由农民的“直接权利失败”，导致其他阶层如服务人员的“贸易权利失败”。

## 饥荒
- 埃塞俄比亚
- 饥荒
  - 孟加拉饥荒